# Heaven (Depeche Mode)
Heaven is een nummer van de Britse synthpopband Depeche Mode uit 2013. Het is de eerste single van hun dertiende studioalbum Delta Machine.
Het nummer werd in een aantal Europese landen een hit, waaronder België, Frankrijk, Spanje, Italië en het Duitse taalgebied. In het Verenigd Koninkrijk flopte het nummer echter met een 60e positie. Ook in Nederland was het nummer met een 95e positie in de Single Top 100 bepaald geen succes. "Heaven" wist de Vlaamse Ultratop 50 nog net te bereiken met een 50e positie.